# Wilbraham Egerton (1er comte Egerton)
Wilbraham Egerton (17 janvier 1832 – 16 mars 1909), est un homme politique britannique de l'époque victorienne. Il prend pour titre celui de 2e baron Egerton puis celui de 1er comte Egerton.

## Biographie

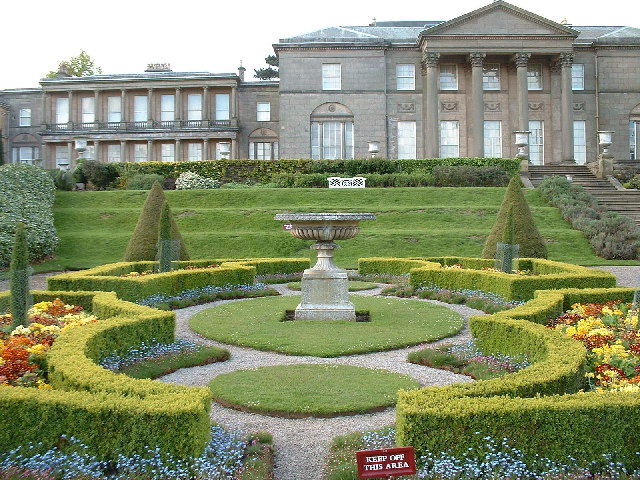
« Tatton Hall » et les jardins italiennes

Egerton étudie au collège d'Eton avant de poursuivre ses études au Christ Church à Oxford où il est reçu B.A. (licencié ès lettres). 
À partir de 1858, il est député à la Chambre des communes pour les circonscriptions de North Cheshire puis de Mid Cheshire. Au décès de son père, en 1883, il lui succède au titre de baron Egerton. Il entre alors à la Chambre des lords du Parlement du Royaume-Uni. Il hérite aussi du domaine familial de Tatton Hall dans le Cheshire. 
Commissaire ecclésiastique de 1880 à 1908, entre autres charges, Egerton sert comme chancelier de l'ordre de Saint-Jean et président de la « Royal Agricultural Society » d'Angleterre.
Créé comte Egerton, de Tatton dans le comté palatin de Chester en 1897, par recommandation du Premier ministre Robert Gascoyne-Cecil, 3e marquis de Salisbury, il est aussi nommé Lord Lieutenant du Cheshire de 1900 à 1906.

Armoiries d'Egerton

## Famille

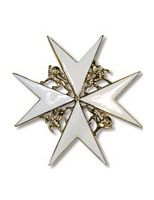
Étoile de KJStJ

Le 15 octobre 1857, Wilbraham Egerton épouse Mary Amherst, fille de William, 2e comte Amherst (en). Leur fille unique, Gertrude Lucia Egerton, épouse Arnold Keppel, 8e comte d'Albemarle. 
Deux ans après la mort, en 1892, de sa première femme, Egerton épouse Alice, duchesse douairière de Buckingham et Chandos, veuve de Richard Temple-Nugent-Brydges-Chandos-Grenville, 3e duc de Buckingham et Chandos.
Egerton meurt à Tatton Park (en), le 16 mars 1909, sans héritier mâle. Le titre de comte s'éteint avec lui, mais son frère, Alan Egerton, lui succéda comme 3e baron Egerton.